# Budyně nad Ohří
Budyně nad Ohří là một thị trấn thuộc huyện Litoměřice, vùng Ústecký, Cộng hòa Séc.